# Sophie Germainová
Sophie Germainová (1. dubna 1776 Paříž, Francie – 27. červen 1831 Paříž) byla francouzská matematička, fyzička a filozofka.
Přesto, že to v té době nebylo u žen obvyklé, se jí dostalo matematického vzdělání z knih jejího otce a z korespondence s matematiky jako Joseph-Louis Lagrange, Adrien-Marie Legendre a Carl Friedrich Gauss. I když se matematikou nikdy neživila, položila základy teorie pružnosti. Významná je také její práce okolo Velké Fermatovy věty.
Zabývala se nejen matematikou ale také filozofií, psychologií a sociologií. Její filozofii uznával vysoce postavený zakladatel pozitivismu Auguste Comte.

## Život
Marie-Sophie Germainová se narodila v Paříži jako druhá ze tří dcer zámožného obchodníka a pozdějšího politika Ambroise-Françoise Germaina a jeho manželky Marie-Madeleine. Ve věku třinácti let byl její život ovlivněn revolučními událostmi, které jí bránily opouštět rodný dům a tak si dlouhou chvíli krátila četbou knih z otcovy bohaté knihovny. V knize o historii matematiky ji zaujal příběh o Archimédově smrti a inspiroval ji k dalšímu studiu této vědy. Zpočátku četla matematické učebnice ve francouzštině, později se naučila latinu a řečtinu, aby mohla studovat spisy antických klasiků a také Isaaca Newtona a Leonharda Eulera. Roku 1794 začala navštěvovat kurzy na nově otevřené École Polytechnique, která v té době byla výhradně mužskou záležitostí. Forma jejího studia byla proto v podstatě korespondenční, od známých studentů získávala texty přednášek a studijní materiály. Vystupovala pod mužským pseudonymem M.LeBlanc a její pravou identitu odhalil až profesor J.L.Lagrange, kterého její písemné práce zaujaly natolik, že trval na osobním kontaktu. Ocenil originalitu jejích matematických postupů a řešení obtížných úloh. Stal se jejím rádcem a podporovatelem. Rodiče se definitivně smířili s jejím rozhodnutím zůstat svobodná a věnovat se studiu a poskytli jí finanční zajištění.
Sophie Germainová začala studovat teorii čísel a její zájem o toto odvětví matematiky vzrostl v roce 1798 po vydání knihy Adriena-Marie Legendra Essai sur la théorie des nombres. Získala jeden z prvních výtisků tohoto díla, začala jej číst a studovat a navázala písemný vztah s jeho autorem. V roce 1801 ji Legendre upozornil na novou knihu německého matematika Carla Fridricha Gausse Disquisitiones arithmeticae, která ji zaujala natolik, že s ním po dobu dvou let korespondovala o problematice teorie čísel, znovu pod mužským pseudonymem. Její pravá identita byla prozrazena, když po obsazení Braunschweigu Francouzi během napoleonských válek v roce 1806 požádala rodinného přítele generála Pernettiho, aby Gaussovi zajistil ochranu.

V roce 1808 Germainovou zaujaly experimenty Ernsta Chladniho s vibračními deskami, které předváděl při své návštěvě Paříže. Začala se zabývat matematickou teorií chvění elastických desek a se svou prací Mémoire sur les vibrations des lames élastiques se v roce 1811 přihlásila jako jediná do soutěže vypsané Francouzskou akademií věd. Porota její závěry zpochybnila a neuspěla ani při druhém pokusu o dva roky později. Teprve po předložení třetí, značně přepracované a rozšířené práce, bylo v roce 1815 její úsilí odměněno. Slavnostního ceremoniálu udělení ceny Akademie se Germainová nezúčastnila. Svou práci publikovala na vlastní náklady v roce 1821 a znovu roku 1826. Její řešení sice nebylo bezchybné, ale položilo základy pro dnešní teorie pružnosti materiálu a také akustiky.

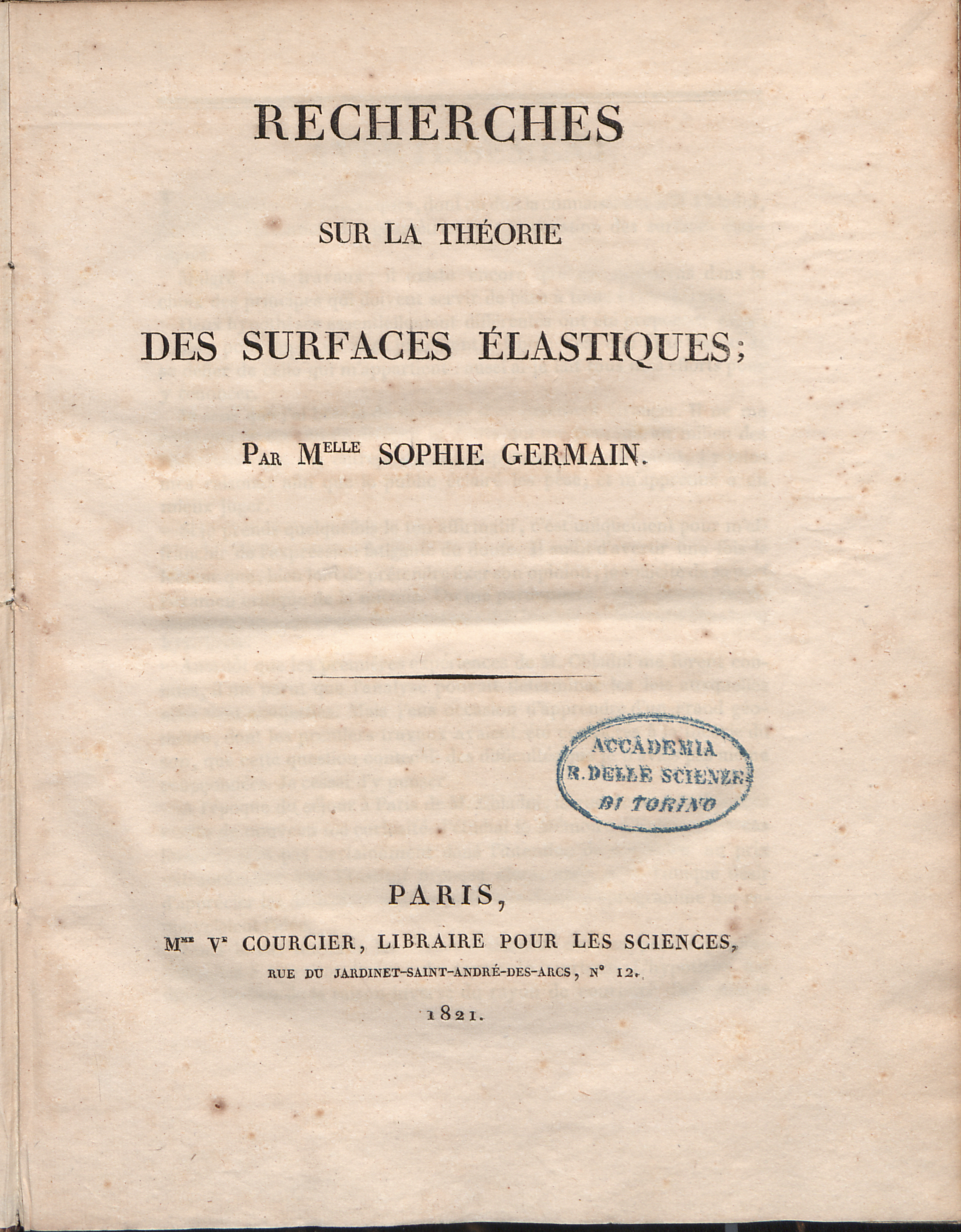
Récherches sur la théorie des surfaces élastiques, 1821

Po roce 1818 se vrátila k teorii čísel a podařilo se jí dospět k významnému pokroku v řešení Velké Fermatovy věty na prvočíslech Sophie Germainové. Byla první, kdo se pokusil vyvinout metodu platnou pro nekonečný počet prvočísel, i když bylo vynecháno nekonečno dalších prvočísel. Vysvětlila koncept "pomocných prvočísel" v prvním ze dvou dopisů, které adresovala Gaussovi. Jedním z jejích hlavních příspěvků je takzvaná věta Sophie Germainové, která uvádí postačující podmínku vztahující se k prvočíslu n, takže pokud tři relativní celá čísla x, y a z tvoří řešení rovnice x n + y n = z n, pak alespoň jedna z těchto tří je dělitelná druhou mocninou n. Tato podmínka platí zejména pro všechna prvočísla Sophie Germainové a pro jakékoli prvočíslo menší než 100.
Její jméno postupně proniklo do povědomí okruhu pařížských vědců. Vedle matematiků, kteří oceňovali její intelekt a výsledky (Lagrange, Gauss, Joseph Fourier) další tvrdili, že ženy ve vědě nemají místo, pochybovali o jejím přínosu pro vědu a pokládali ji za samouka s nedostatečným vzděláním (Siméon Poisson, Pierre-Simon Laplace).
V roce 1829 jí byla diagnostikována rakovina prsu. Během posledních let svého života Sophie Germainová nepřinesla žádné nové matematické výsledky. Napsala dva články, které byly publikovány v roce 1831 v časopise Crelle. První byl shrnutím výsledků jejích teorií o pružnosti, druhý je poznámkou o numerických řešeních velmi konkrétní rovnice. Publikovala také v Annales de chimie et de physique další shrnutí svých výsledků v oblasti pružnosti. Zabývala se filozofickými úvahami. Její filozofické spisy, redigované synovcem Armandem Lherbettem, byly publikovány až po její smrti pod názvem Obecné úvahy o stavu věd a literatury v různých obdobích jejich kultury.
Dne 27. června 1831 zemřela ve svém pařížském domě v rue de Savoie číslo 13. Je pohřbena na hřbitově Père-Lachaise.
V roce 1831 Gauss navrhl, aby jí univerzita v Göttingenu udělila čestný doktorát, ale zemřela dříve, než jej mohla obdržet. I přes několikaleté dopisování se osobně nikdy nesetkali.
Od roku 2003 Francouzská akademie věd uděluje cenu Sophie Germainové za nejlepší práce z matematiky. 

## Zajímavosti
- Jméno Sophie Germainové není mezi 72 jmény významných osobností na Eiffelově věži, ačkoliv bez základů teorie pružnosti, které položila, by nebylo postavení takto konstruované věže vůbec možné.[4] Životopisec Sophie Germainové John Augustine Zahm (píšící pod pseudonymem H. J. Mozans) v roce 1913 vyslovil domněnku, že byla ze seznamu vyloučena jen proto, že byla žena.[5]
- Vynalezla vzorec, který nese její jméno a důležitý pro důkaz Fermatovy věty.[6] Je známý mezi účastníky matematických olympiád[7]

{\displaystyle {a^{4}}+4{b^{4}}=\left({{a^{2}}+2{b^{2}}+2ab}\right)\left({{a^{2}}+2{b^{2}}-2ab}\right)}.
Odvození je následující:
{\displaystyle {a^{4}}+4{b^{4}}={a^{4}}+4{a^{2}}{b^{2}}+4{b^{4}}-4{a^{2}}{b^{2}}={\left({{a^{2}}+2{b^{2}}}\right)^{2}}-{\left({2ab}\right)^{2}}=\left({{a^{2}}+2{b^{2}}-2ab}\right)\left({{a^{2}}+2{b^{2}}+2ab}\right)}.
Vzorec lze použít například jako důkaz, že výraz {\displaystyle {n^{4}}+{4^{n}}} je pro všechna {\displaystyle n>1} složené číslo. 
Pro sudá {\displaystyle n} je důkaz triviální. 
Pro lichá {\displaystyle n=2k+1} pro nějaké {\displaystyle k\geq 1} můžeme výraz upravit {\displaystyle {n^{4}}+{4^{2k+1}}={n^{4}}+4\left({4^{2k}}\right)={n^{4}}+4\left({{\left({2^{k}}\right)}^{4}}\right)}, 
načež lze použít uvedený vzorec pro {\displaystyle a=n} a {\displaystyle b={2^{k}}}.

## Dílo
- Recherches sur la théorie de surfaces élastiques. 1821.
- Bemerkungen zu Wesen, Grenzen und Reichweite der Frage der elastischen Oberflächen. 1826.
- Mémoire sur la courbure des surfaves. 1830.
- Considérations générales sur l’état des sciences et des lettres. 1833.